# Rue Louis-David
La rue Louis-David est une voie du 16e arrondissement de Paris, en France.

## Situation et accès

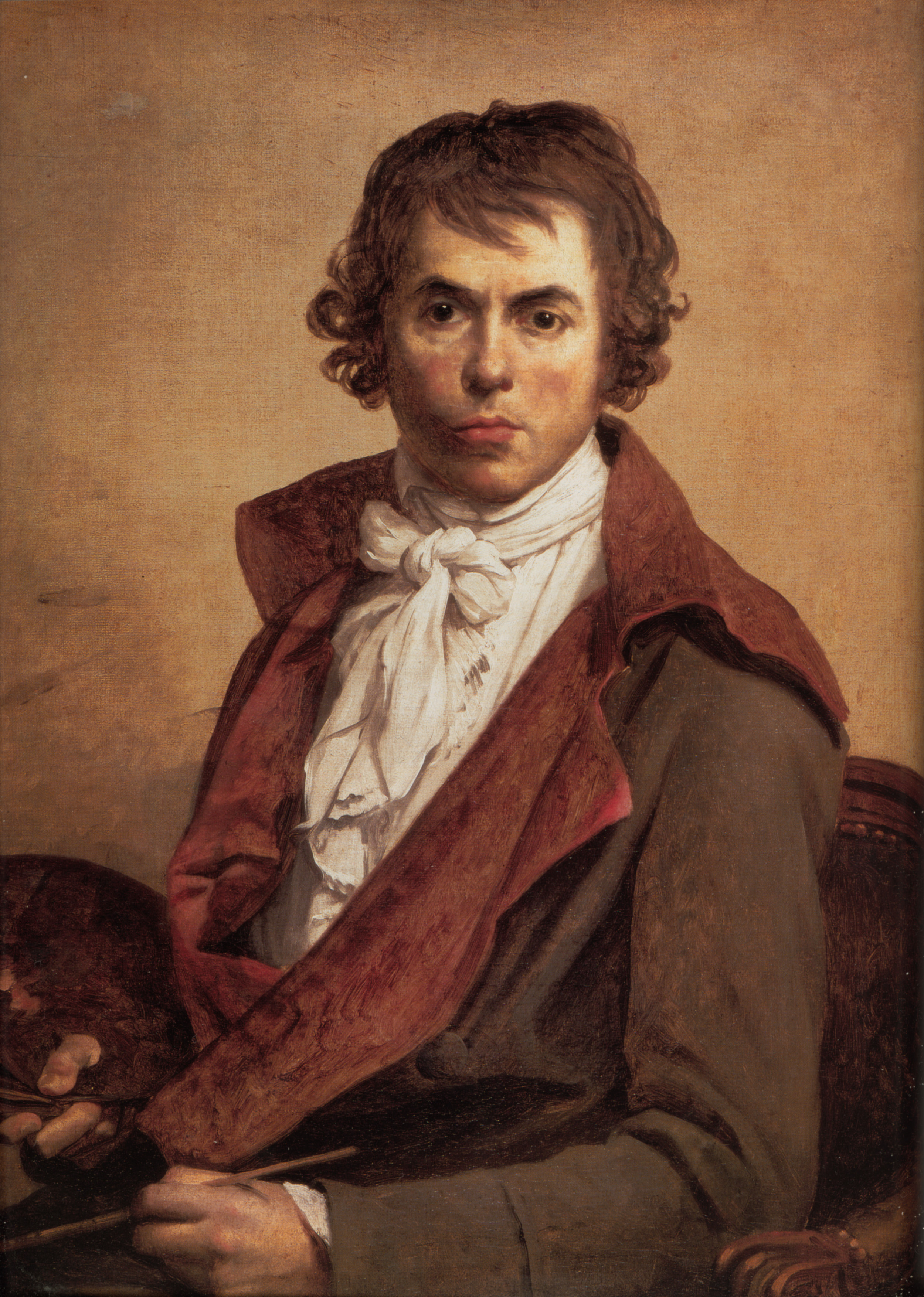
Le peintre Jacques-Louis David.

La rue Louis-David est une voie publique située dans le 16e arrondissement de Paris. Elle débute au 72 bis, rue de la Tour et se termine au 43, rue Scheffer. Elle mesure 195 mètres de long, et sa largeur est de 9 mètres. Elle ne croise aucune rue.
Elle est située dans un quartier où les voies sont souvent baptisées d'après des noms d'artistes.
Le quartier est desservi par les lignes 6 et 9 à la station  Trocadéro et par la seule ligne 9 à la station  Rue de la Pompe.

## Origine du nom
Elle porte le nom du peintre Jacques-Louis David (1748-1825).

## Historique
Cette rue est une ancienne voie de la commune de Passy, ouverte sur les « champtiers des hautes et basses Tournelles ». En 1825, elle porte le nom de « rue des Tournelles », un lieu-dit déjà connu en 1570.
Ce terme pourrait avoir pour origine le rempart d'un manoir médiéval qui se trouvait rue de la Tour (voir la section dédiée).
Classée dans la voirie parisienne en vertu d'un décret du 23 mai 1863, elle prend sa dénomination actuelle par un arrêté du 3 mars 1881.

## Bâtiments remarquables et lieux de mémoire
- À l'angle de la rue Scheffer : immeuble de style Art nouveau construit en 1913 par l'architecte Ernest Herscher[3].
- No 6 : l'homme politique Henri Léon Camusat de Riancey (1816-1879) y est mort. Il avait auparavant habité à plusieurs endroits situés dans le même quartier, rue de Passy, rue Gavarni et rue Franklin[1].
- No 9 : immeuble construit par l’architecte Théo Petit en 1909[4].
- No 15 : école élémentaire privée dépendant du lycée Saint-Louis-de-Gonzague.
- No 19 à 25 : quatre hôtels particuliers édifiés par l’architecte Henri Ragache en 1892[4].
- No 21 : le chef d'orchestre Édouard Colonne (1838-1910) y est mort[1].

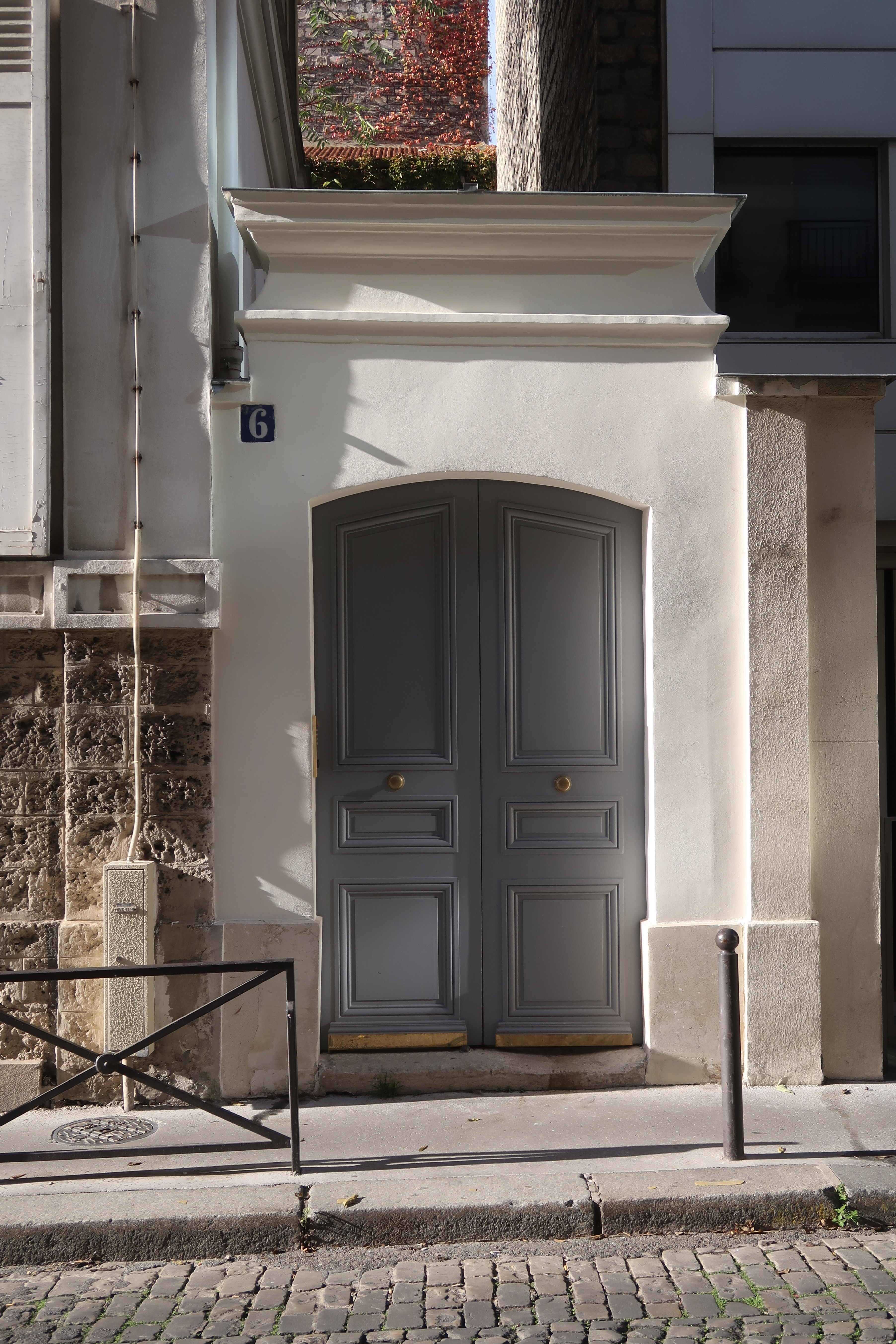
No 6.
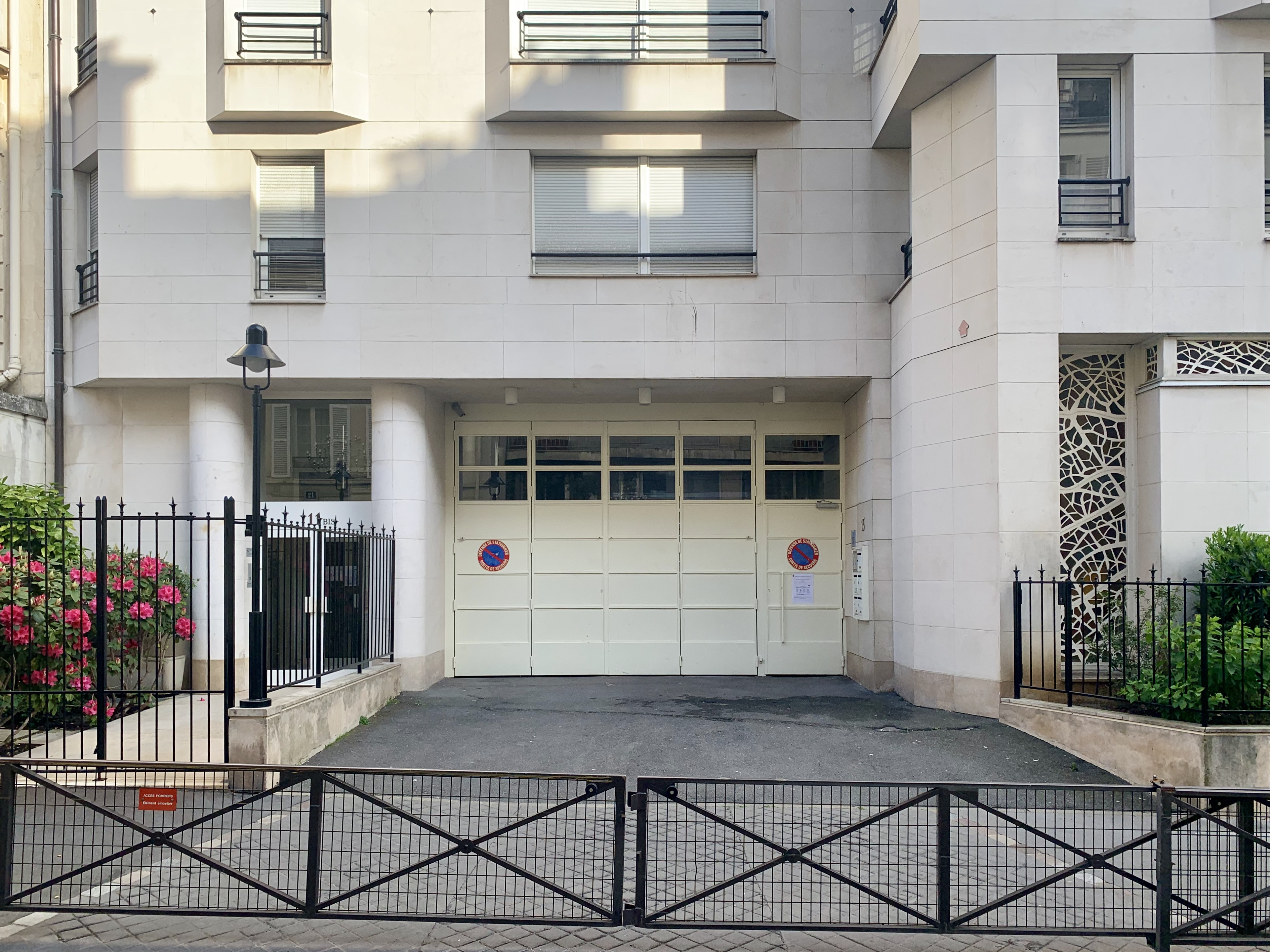
No 15.
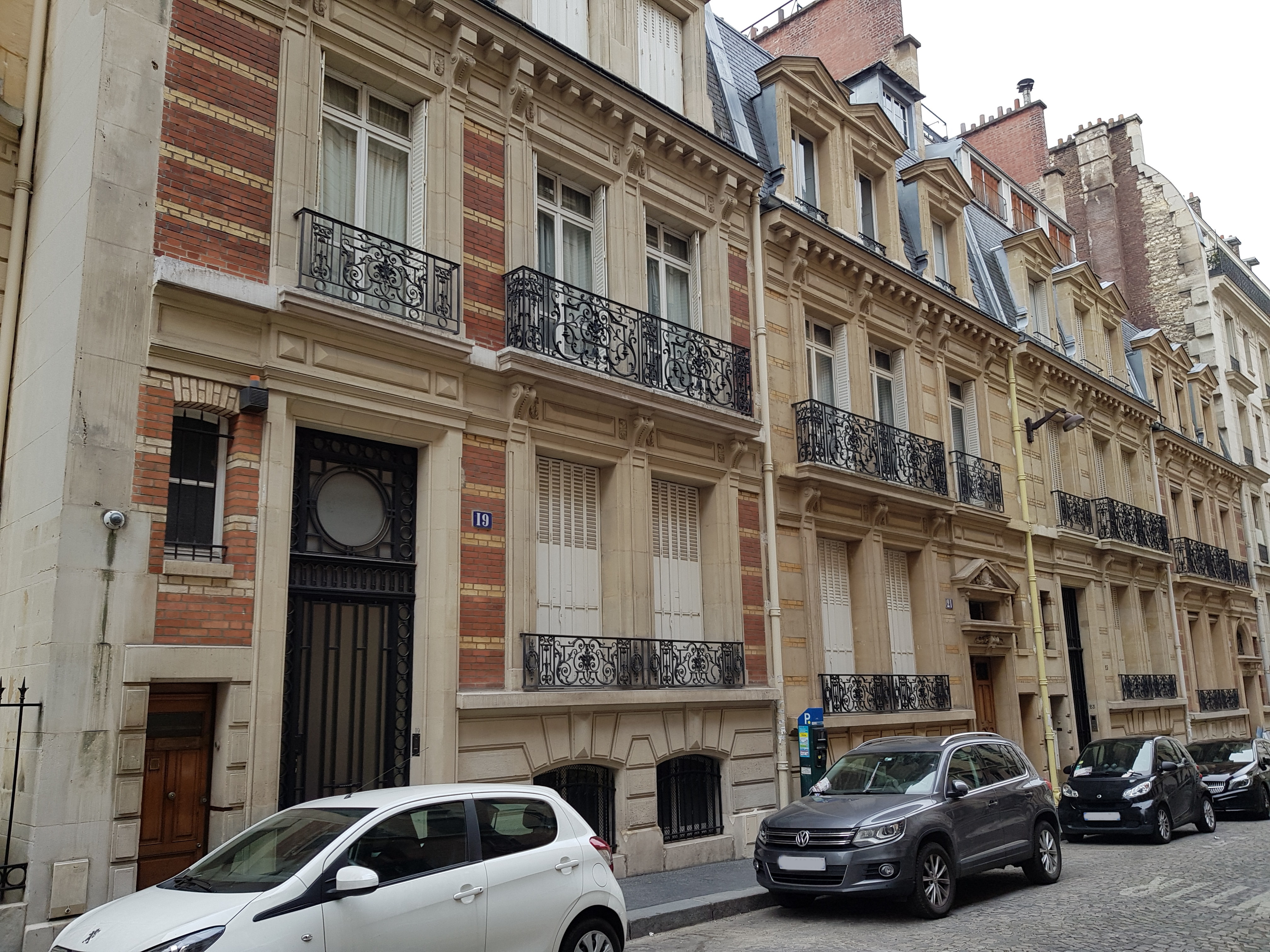
Nos 19-25.